# N’ketia Seedo
N’ketia Seedo (* 7. Juni 2003 in Utrecht) ist eine niederländische Leichtathletin, die sich auf den Sprint spezialisiert hat.

## Sportliche Laufbahn
Erste internationale Erfahrungen sammelte N’ketia Seedo im Jahr 2019, als sie bei den U20-Europameisterschaften im schwedischen Borås in 11,40 s die Silbermedaille im 100-Meter-Lauf gewann und sich mit der niederländischen 4-mal-100-Meter-Staffel in 44,21 s ebenfalls die Silbermedaille sicherte. 2021 belegte sie bei den U20-Europameisterschaften in Tallinn in 11,68 s den siebten Platz über 100 m. Im Jahr darauf startete sie im 60-Meter-Lauf bei den Hallenweltmeisterschaften in Belgrad und schied dort mit 7,30 s in der ersten Runde aus. Im August gewann sie bei den U20-Weltmeisterschaften in Cali in 11,15 s die Bronzemedaille über 100 Meter und stellte damit einen neuen U20-Landesrekord auf. Kurz darauf belegte sie bei den Europameisterschaften in München mit der Staffel in 43,03 s den fünften Platz. 2023 erreichte sie bei den Halleneuropameisterschaften in Istanbul das Halbfinale über 60 Meter und schied dort mit 7,32 s aus. Im Juni wurde sie bei der 1. Liga der Team-Europameisterschaft, die im Zuge der Europaspiele in Chorzów stattfand, in 11,24 s Dritte über 100 Meter und sicherte sich Ligenübergreifend die Bronzemedaille über diese Distanz. Zudem war siegte sie mit der 4-mal-100-Meter-Staffel in 42,61 s. Anschließend siegte sie in 11,22 s bei den U23-Europameisterschaften in Espoo und schied im August bei den Weltmeisterschaften in Budapest mit 11,17 s im Halbfinale aus. Tudem erreichte sie mit der Staffel das Finale, kam dort aber nicht ins Ziel. Im Jahr darauf schied sie bei den Hallenweltmeisterschaften in Glasgow mit 72,9 s im Semifinale über 60 Meter aus.
2023 wurde Seedo niederländische Meisterin im 100-Meter-Lauf. Zudem wurde sie in den Jahren 2020, 2022 und 2023 Hallenmeisterin im 60-Meter-Lauf.

## Persönliche Bestzeiten
- 100 Meter: 11,11 s (−0,4 m/s), 20. August 2023 in Budapest
  - 60 Meter (Halle): 7,15 s, 4. Februar 2024 in Düsseldorf
- 200 Meter: 23,44 s (+0,2 m/s), 27. Mai 2023 in Oordegem